# Henric al II-lea al Sfântului Imperiu Roman

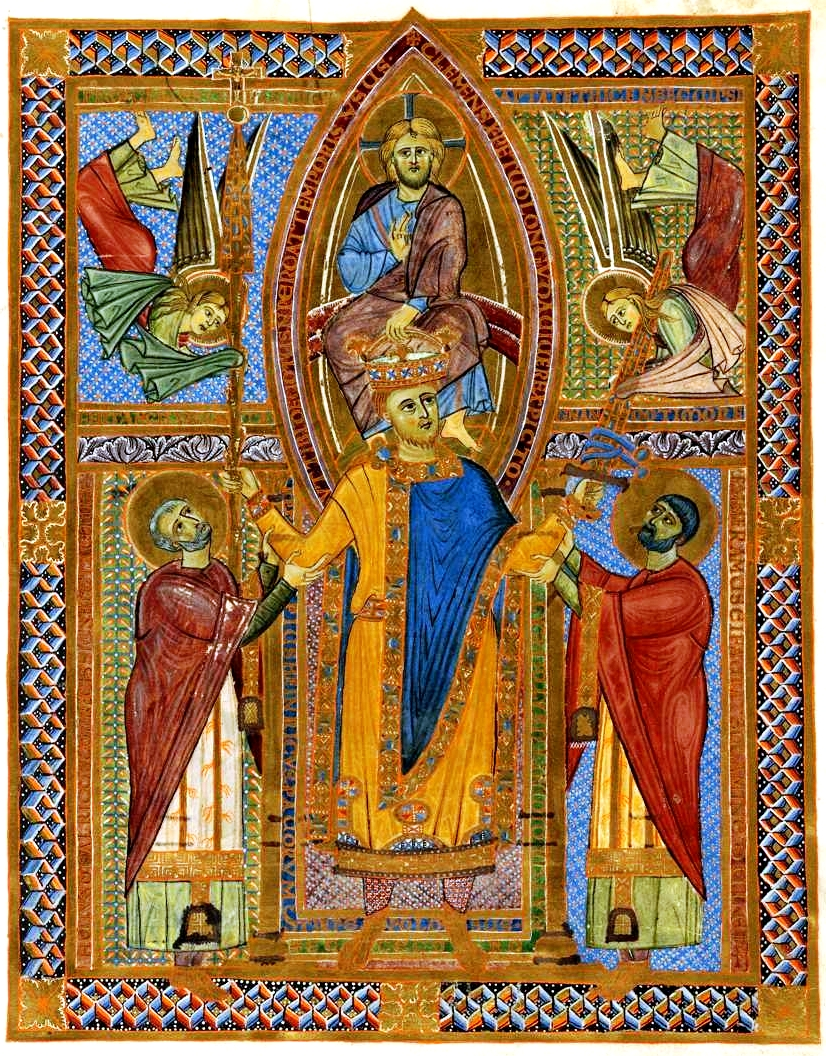
Henric al II-lea

Henric al II-lea, supranumit cel Sfânt, (n. 6 mai 973 d.Hr., Bad Abbach, Bavaria, Germania – d. 13 iulie 1024, Grone⁠(d), Saxonia Inferioară, Germania) a fost cel de-al cincilea și ultimul cârmuitor al Sfântului Imperiu Roman din Dinastia Ottoniană (sau Dinastia saxonă). A fost încoronat rege romano-german în 1002, rege al Italiei în 1004 și împărat al Sfântului Imperiu Roman în 1014 la Roma. Sora sa a fost Ghizela de Bavaria, soția regelui Ștefan I al Ungariei (reîntoarsă în Bavaria după moartea soțului ei). 

## Date biografice
Henric a fost fiul lui Henric al II-lea de Bavaria (nepotul lui Otto cel Mare) și al soției sale, Ghizela de Burgundia. Henric a petrecut mare parte a copilăriei în exil, ceea ce a determinat apropierea sa de biserică, unul dintre locurile sale preferate de refugiu. După ce s-a împăcat cu regenții lui Otto al II-lea, tatăl său a revenit pe tronul ducal bavarez. La moartea sa în 995 Henric a devenit duce de Bavaria sub numele de Henric al IV-lea. În 1002, în timp ce se îndrepta spre Roma pentru a-l sprijini pe vărul său, împăratul Otto al III-lea, să recucerească orașul, acesta moare. Fără să ezite, știind că succesiunea va fi disputată, Henric intră în posesia însemnelor regale și la 7 iunie 1002 a fost ales și încoronat rege romano-german la Mainz.
În următorii ani își consolidează puterea în Germania după care revine în Italia și recuperează coroana de rege de la Arduin ce fusese numit rege de o fracțiune opusă lui Henric. Este încoronat la Pavia pe data de 15 mai 1004. În 1013 Arduin se răscoală din nou iar Henric revine în Italia, în anul următor fiind încoronat Împărat la Roma de către papa Benedict al VIII-lea. În 1020 revine în Italia pentru o a treia campanie împotriva bizantinilor din sudul peninsulei.
Cea mai importantă acțiune a sa ca împărat a fost în domeniul ecleziastic, prin reforma relației dintre biserică și stat și a administrației ecleziastice din imperiu. A susținut episcopii în raport cu călugării, ajutându-i să obțină controlul asupra unor teritorii vaste. Pentru a evita eventualele probleme de moștenire, el a susținut puternic celibatul, ceea ce a făcut ca episcopii să fie loiali împăratului de la care primiseră puterea. În 1007 a fondat Dieceza de Bamberg, un important centru de educație și artă.
A murit în 1024 fără a avea urmași, probabil datorită unui jurământ de castitate luat împreună cu soția sa Cunigunda de Luxemburg. A fost ultimul membru al dinastiei ottoniene, fiind urmat de Conrad al II-lea, primul monarh din Dinastia Saliană, strănepotul uneia dintre fiicele lui Otto cel Mare. A fost canonizat ca sfânt în 1146 probabil în timpul lui Clement al II-lea.

## Galerie de imagini

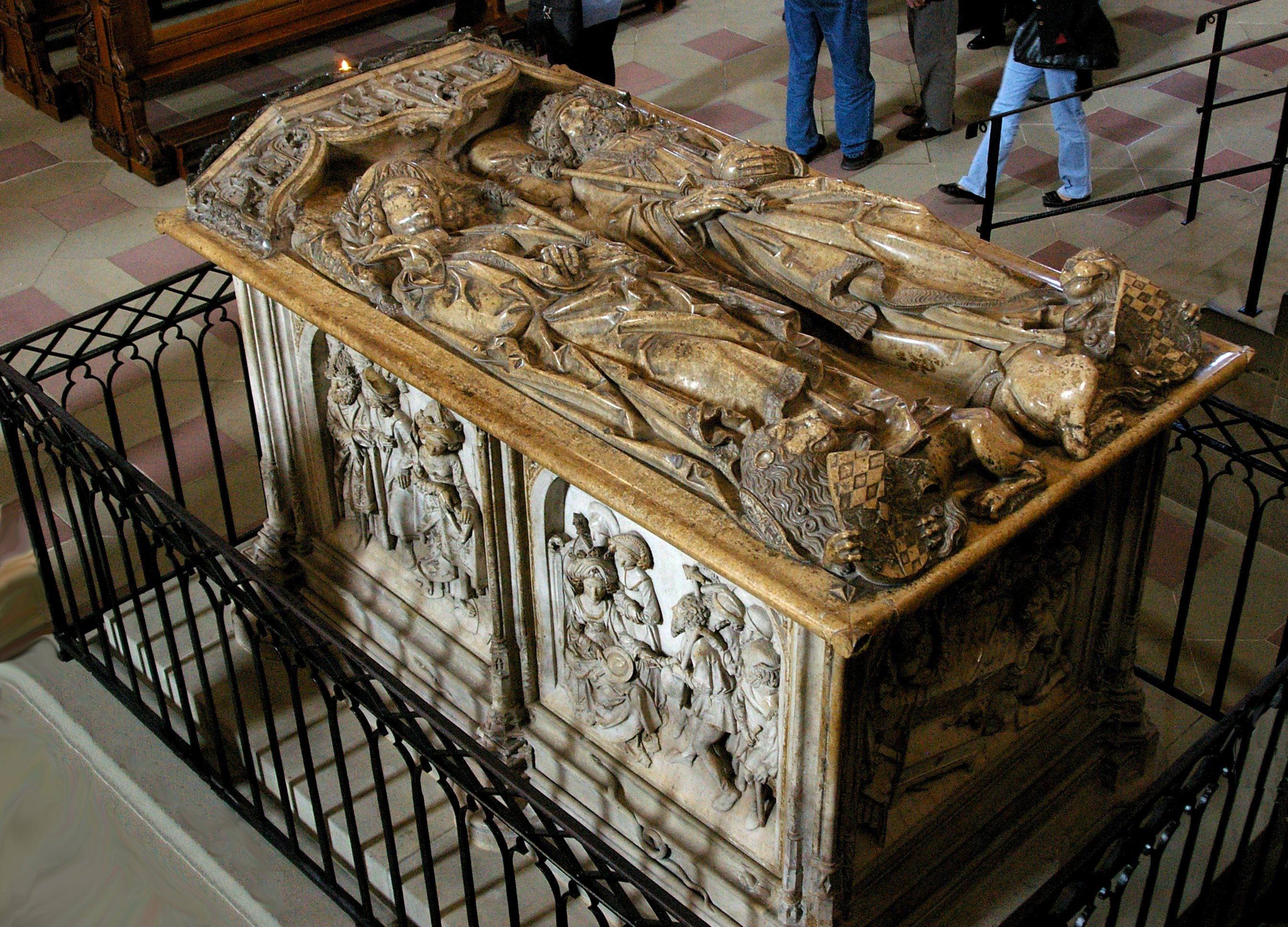
Sarcofagul perechii imperiale Henric al II-lea și Cunigunda în Domul din Bamberg